# Trzeci rząd Stanleya Baldwina

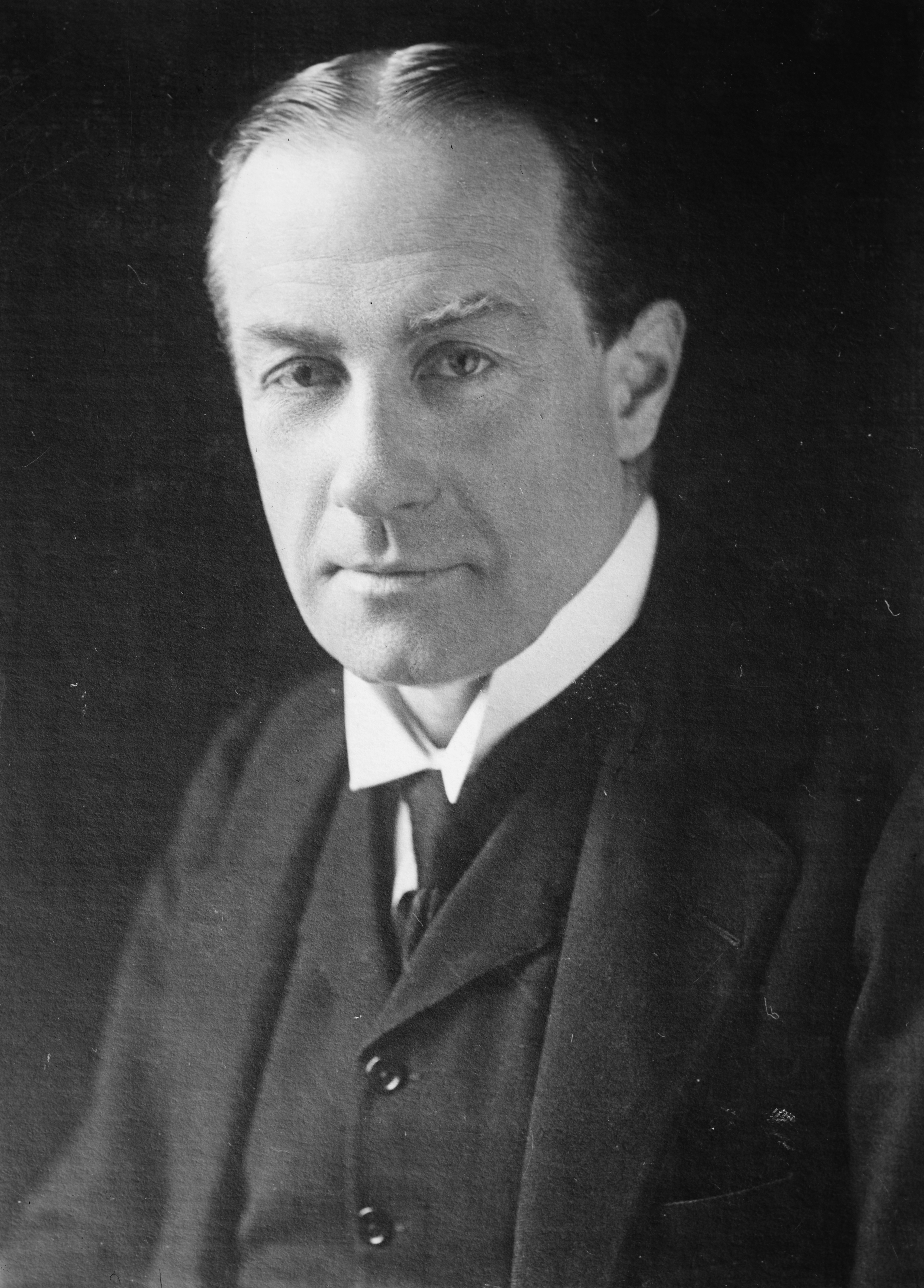
Stanley Baldwin, premier, pierwszy lord skarbu

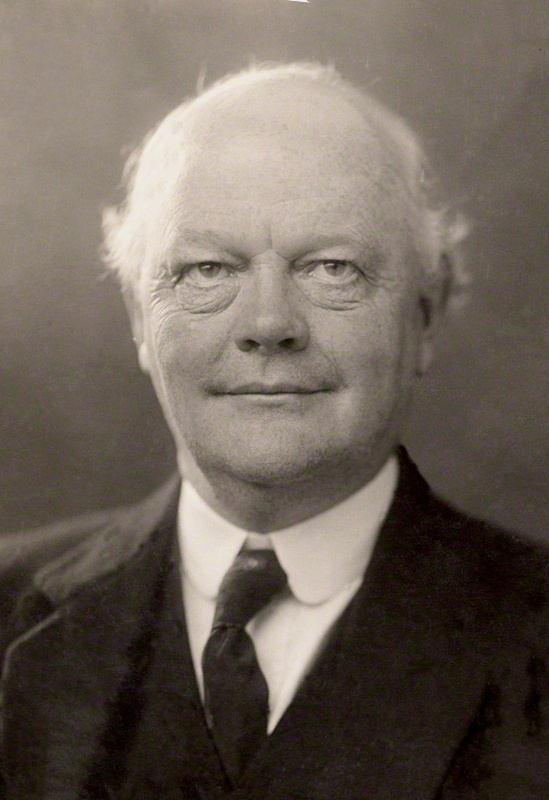
Wicehrabia Hailsham, lord kanclerz

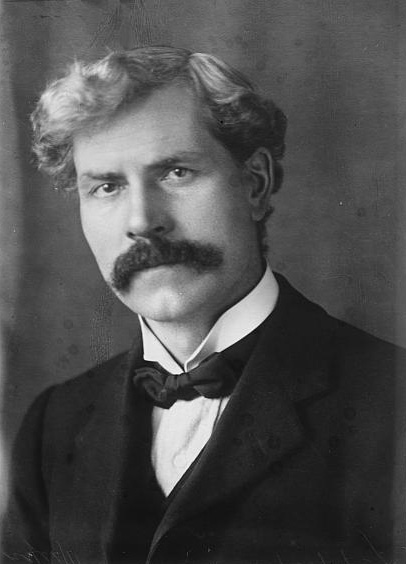
Ramsay MacDonald, lord przewodniczący Rady

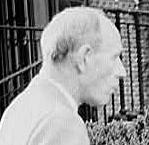
Wicehrabia Halifaksu, lord tajnej pieczęci

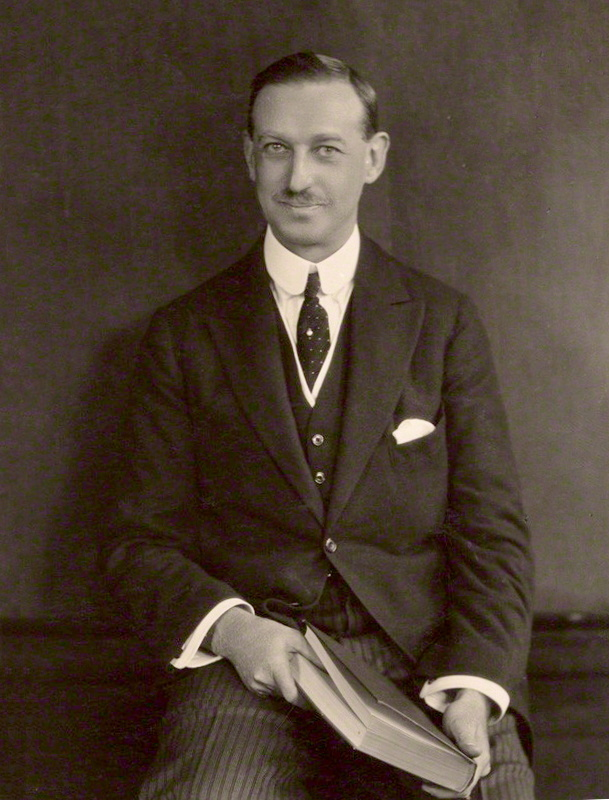
Hrabia Stanhope, podsekretarz stanu w ministerstwie spraw zagranicznych, pierwszy komisarz ds. prac publicznych

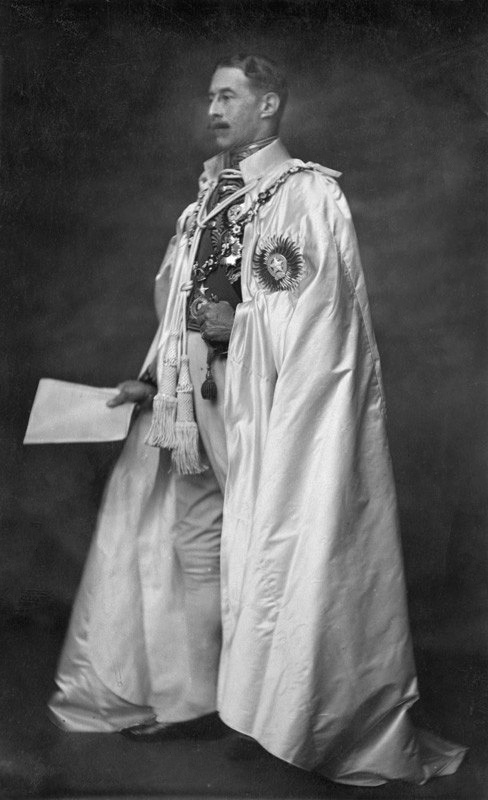
Markiz Zetland, minister ds. Indii

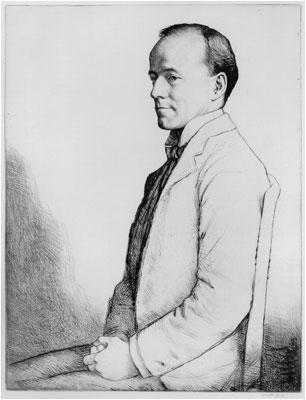
Walter Runciman, przewodniczący Zarządu Handlu

Narodowy rząd Stanleya Baldwina powstał w czerwcu 1935 i przetrwał do maja 1937.
Członków ścisłego gabinetu wyróżniono tłustym drukiem.

## Skład rządu
| Urząd                                                           | Imię i nazwisko | Kadencja                      |
| --------------------------------------------------------------- | --- | ----------------------------- |
| Premier Pierwszy lord skarbu                                    | Stanley Baldwin | 1935–1937                     |
| Lord kanclerz                                                   | Douglas Hogg, 1. wicehrabia Hailsham | 1935–1937                     |
| Lord przewodniczący Rady                                        | Ramsay MacDonald | 1935–1937                     |
| Lord tajnej pieczęci                                            | Charles Vane-Tempest-Stewart, 7. markiz Londonderry Edward Wood, 3. wicehrabia Halifaksu                                                                                    | 1935 1935–1937                |
| Kanclerz skarbu                                                 | Neville Chamberlain | 1935–1937                     |
| Parlamentarny sekretarz skarbu                                  | David Margesson | 1935–1937                     |
| Finansowy sekretarz skarbu                                      | Duff Cooper William Morrison John Colville | 1935 1935–1936 1936–1937      |
| Lordowie skarbu                                                 | James Stuart Archibald Southby Walter Womersley George Davies James Blindell Arthur Hope Henry Morris-Jones                                                                 | 1935–1937 1935 1935–1937      |
| Minister spraw zagranicznych                                    | Samuel Hoare Anthony Eden | 1935 1935–1937                |
| Podsekretarz stanu w ministerstwie spraw zagranicznych          | James Stanhope, 7. hrabia Stanhope Robert Gascoyne-Cecil, wicehrabia Cranborne Ivor Windsor-Clive, 2. hrabia Plymouth                                                       | 1935–1936 1935–1937 1936–1937 |
| Minister spraw wewnętrznych                                     | John Simon | 1935–1937                     |
| Podsekretarz stanu w ministerstwie spraw wewnętrznych           | Euan Wallace Geoffrey William Lloyd | 1935 1935–1937                |
| Pierwszy lord Admiralicji                                       | Bolton Eyres-Monsell, 1. wicehrabia Monsell Samuel Hoare | 1935–1936 1936–1937           |
| Parlamentarny i finansowy sekretarz przy Admiralicji            | Victor Warrender Edward Stanley, lord Stanley | 1935 1935–1937                |
| Cywilny lord Admiralicji                                        | Kenneth Lindsay | 1935–1937                     |
| Minister rolnictwa i rybołówstwa                                | Walter Elliot William Morrison | 1935–1936 1936–1937           |
| Parlamentarny sekretarz w ministerstwie rolnictwa i rybołówstwa | Herbrand Sackville, 6. hrabia De La Warr Herwald Ramsbotham Charles Duncombe, 3. hrabia Feversham                                                                           | 1935 1935–1936 1936–1937      |
| Minister lotnictwa                                              | Philip Cunliffe-Lister | 1935–1937                     |
| Podsekretarz stanu w ministerstwie lotnictwa                    | Philip Sassoon | 1935–1937                     |
| Minister ds. kolonii                                            | Malcolm MacDonald James Henry Thomas William Ormsby-Gore | 1935 1935–1936 1936–1937      |
| Podsekretarz stanu w ministerstwie ds. kolonii                  | Ivor Windsor-Clive, 2. hrabia Plymouth Herbrand Sackville, 9. hrabia De La Warr                                                                                             | 1935–1936 1936–1937           |
| Minister koordynator obrony                                     | Thomas Inskip | 1936–1937                     |
| Minister ds. dominiów                                           | James Henry Thomas Malcolm MacDonald | 1935 1935–1937                |
| Podsekretarz stanu w ministerstwie ds. dominiów                 | Edward Stanley, lord Stanley Douglas Hacking Edward Cavendish, markiz Hartington                                                                                            | 1935 1935–1936 1936–1937      |
| Przewodniczący Rady Edukacji                                    | Oliver Stanley | 1935–1937                     |
| Parlamentarny sekretarz przy Radzie Edukacji                    | Herwald Ramsbotham Herbrand Sackville, 9. hrabia De La Warr Geoffrey Hithersay Shakespeare                                                                                  | 1935 1935–1936 1936–1937      |
| Minister zdrowia                                                | Kingsley Wood | 1935–1937                     |
| Parlamentarny sekretarz w ministerstwie zdrowia                 | Geoffrey Hithersay Shakespeare Robert Hudson | 1935–1936 1936–1937           |
| Minister ds. Indii i Birmy                                      | Lawrence Dundas, 2. markiz Zetland | 1935–1937                     |
| Podsekretarz stanu w ministerstwie ds. Indii i Birmy            | Rab Butler | 1935–1937                     |
| Minister pracy i służby narodowej                               | Ernest Brown | 1935–1937                     |
| Parlamentarny sekretarz w ministerstwie pracy                   | Anthony Muirhead | 1935–1937                     |
| Kanclerz Księstwa Lancaster                                     | John Davidson | 1935–1937                     |
| Paymaster-General                                               | Ernest Lamb, 1. baron Rochester Robert Hutchison, 1. baron Hutchison of Montrose                                                                                            | 1935 1935–1937                |
| Minister emerytur                                               | Robert Hudson Herwald Ramsbotham | 1935–1936 1936–1937           |
| Minister bez teki                                               | Anthony Eden lord Eustace Percy | 1935 1935–1936                |
| Poczmistrz generalny                                            | George Tryon | 1935–1937                     |
| Asystent poczmistrza generalnego                                | Ernest Bennett Walter Womersley | 1935 1935–1937                |
| Minister ds. Szkocji                                            | Godfrey Collins Walter Elliot | 1935–1936 1936–1937           |
| Parlamentarny sekretarz w ministerstwie ds. Szkocji             | Noel Skelton John Colville Henry Wedderburn | 1935 1935–1936 1936–1937      |
| Przewodniczący Zarządu Handlu                                   | Walter Runciman | 1935–1937                     |
| Parlamentarny sekretarz przy Zarządzie Handlu                   | Leslie Burgin | 1935–1937                     |
| Sekretarz handlu zamorskiego                                    | John Colville Euan Wallace | 1935 1935–1937                |
| Sekretarz ds. kopalń                                            | Harry Crookshank | 1935–1937                     |
| Minister transportu                                             | Leslie Hore-Belisha | 1935–1937                     |
| Parlamentarny sekretarz w ministerstwie transportu              | Austin Hudson | 1935–1937                     |
| Minister wojny                                                  | Edward Wood, 3. wicehrabia Halifaksu Duff Cooper | 1935 1935–1937                |
| Podsekretarz stanu w ministerstwie wojny                        | Donald Howard, 3. baron Strathcona i Mount Royal | 1935–1937                     |
| Finansowy sekretarz w ministerstwie wojny                       | Douglas Hacking Victor Warrender | 1935 1935–1937                |
| Minister robót                                                  | William Ormsby-Gore James Stanhope, 7. hrabia Stanhope | 1935–1936 1936–1937           |
| Prokurator generalny                                            | Thomas Inskip Donald Somervell | 1935–1936 1936–1937           |
| Radca generalny Anglii i Walii                                  | Donald Sommervell Terence O’Connor | 1935–1936 1936–1937           |
| Lord adwokat                                                    | Douglas Jamieson Thomas Cooper | 1935 1935–1937                |
| Solicitor General dla Szkocji                                   | Thomas Cooper Albert Russell James Reid | 1935 1935–1936 1936–1937      |
| Skarbnik Dworu Królewskiego                                     | Frederick Penny | 1935–1937                     |
| Kontroler Dworu Królewskiego                                    | George Bowyer Lambert Ward | 1935 1935–1937                |
| Wiceszambelan Dworu Królewskiego                                | Lambert War George Davies | 1935 1935–1937                |
| Kapitan Gentelmen-at-Arms                                       | George Bingham, 5. hrabia Lucan | 1935–1937                     |
| Kapitan Ochotników Gwardii                                      | Arthur Chichester, 4. baron Templemore | 1935–1937                     |
| Lord-in-waiting                                                 | Henry Gage, 6. wicehrabia Gage Geoffrey FitzClarence, 5. hrabia Munster Charles Duncombe, 3. hrabia Feversham Basil Hamilton-Temple-Blackwood John Crichton, 5. hrabia Erne | 1935–1937 1935–1936 1936–1937 |